# Lijst van voetbalinterlands Bangladesh - Bhutan (vrouwen)
Deze lijst van voetbalinterlands is een overzicht van alle officiële voetbalinterlands tussen de nationale vrouwenteams van Bangladesh en Bhutan. De landen hebben tot nu toe acht keer tegen elkaar gespeeld.

## Wedstrijden
| № | Plaats      | Datum             | Competitie                        | Wedstrijd           | Uitslag |
| - | ----------- | ----------------- | --------------------------------- | ------------------- | ------- |
| 1 | Dhaka       | 6 december 2010   | Vriendschappelijk                 | Bangladesh − Bhutan | 7 − 0   |
| 2 | Cox's Bazar | 15 december 2010  | Zuid-Aziatisch kampioenschap 2010 | Bangladesh − Bhutan | 9 − 0   |
| 3 | Colombo     | 9 september 2012  | Zuid-Aziatisch kampioenschap 2012 | Bangladesh − Bhutan | 1 − 0   |
| 4 | Biratnagar  | 14 maart 2019     | Zuid-Aziatisch kampioenschap 2019 | Bhutan − Bangladesh | 0 − 2   |
| 5 | Kathmandu   | 16 september 2022 | Zuid-Aziatisch kampioenschap 2022 | Bangladesh − Bhutan | 8 − 0   |
| 6 | Thimphu     | 24 juli 2024      | Vriendschappelijk                 | Bhutan − Bangladesh | 1 − 5   |
| 7 | Thimphu     | 27 juli 2024      | Vriendschappelijk                 | Bhutan − Bangladesh | 2 − 4   |
| 8 | Kathmandu   | 27 oktober 2024   | Zuid-Aziatisch kampioenschap 2024 | Bangladesh − Bhutan | 7 − 1   |

## Samenvatting
| Competitie                   | Totaal gespeeld | Winst Bangladesh | Gelijk | Winst Bhutan | Doelsaldo Bangladesh – Bhutan |
| ---------------------------- | --------------- | ---------------- | ------ | ------------ | ----------------------------- |
| Zuid-Aziatisch kampioenschap | 5               | 5                | 0      | 0            | 27 − 1                        |
| Vriendschappelijk            | 3               | 3                | 0      | 0            | 16 − 3                        |
| Totaal                       | 8               | 8                | 0      | 0            | 43 − 4                        |